# Lua nova eclesiástica
Uma lua nova eclesiástica é o primeiro dia de um mês lunar segundo o cálculo da Páscoa. Esses meses têm um número inteiro de dias, ou 29 ou 30 dias, enquanto os verdadeiros meses lunares astronómicos ou meses sinódicos podem variar entre 29,27 a 29,83 dias de duração. Os autores medievais igualaram a lua nova eclesiástica com uma nova lua crescente, mas não é uma fase da lua verdadeira. Se o calendário lunar eclesiástico for preciso, a lua nova eclesiástica pode ser qualquer dia a partir do dia astronómico lua nova até dois dias depois (consulte a tabela). O calendário eclesiástico válido para o calendário juliano e gregoriano é descrito em detalhes por Grotefend, Ginzel e no Suplemento explicativo de The Astronomical Ephemeris.
A lua nova eclesiástica que cai em ou logo após 8 de março é de especial importância, pois é a lua nova pascal que inicia o mês lunar pascal (ver tabela), o “primeiro mês”. O décimo quarto dia do mesmo mês lunar é o primeiro dia do ano civil a ocorrer no dia 21 de março ou logo a seguir. Este décimo quarto dia foi chamado de lua cheia pascal pelos computistas medievais. O domingo de Páscoa é o domingo seguinte.
As páginas do calendário nos livros litúrgicos medievais indicavam as novas luas eclesiásticas escrevendo os números áureos à esquerda do dia do mês em que a lua nova eclesiástica ocorreria no ano daquele Número áureo.

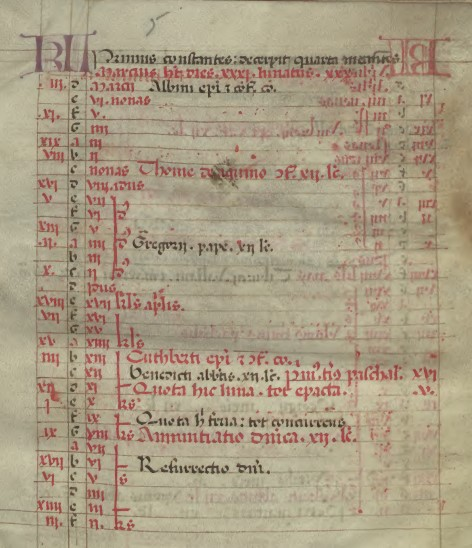
Mês de Março num livro litúrgico com os números áureos na coluna mais à esquerda (a vermelho) indicando as luas novas do cômputo eclesiástico.

Em alguns lugares a idade da lua era anunciada diariamente no ofício da hora de Prima.

Quando no século XIII  Roger Bacon escreveu um texto sobre a reforma do calendário pascal levantou a questão da discrepância entre a lua eclesiástica e as fases lunares observadas, e mencionou especificamente a discrepância envolvendo a lua nova eclesiástica: 

Quilibet computista novit quod fallit primatio per tres dies vel quatuor his temporibus; et quilibet rusticus potest in coelo hunc errorem contemplari. (Qualquer computista sabe que a observação da lua nova está atrasada três ou quatro dias no nosso tempo; e qualquer rústico pode ver esse erro no céu.)

Essas questões foram finalmente resolvidas com as regras da reforma do calendário gregoriano.
Podem-se observar as diferenças entre a lua nova astronómica e a lua nova eclesiástica na tabela seguinte que mostra uma comparação para o ano 2023. Todos os horários são dados em UTC.
Dias das Luas novas no ano de 2023
astronómicas
| astronómicas |       | 2023      | eclesiásticas |
| dia          | hora  | mês       | dia           |
| 21           | 20:53 | Janeiro   | 23            |
| 20           | 07:05 | Fevereiro | 21            |
| 21           | 17:22 | Março     | 23            |
| 20           | 04:12 | Abril     | 21            |
| 19           | 15:53 | Maio      | 21            |
| 18           | 04:36 | Junho     | 19            |
| 17           | 18:31 | Julho     | 19            |
| 16           | 09:37 | Agosto    | 17            |
| 15           | 01:39 | Setembro  | 16            |
| 14           | 17:54 | Outubro   | 15            |
| 13           | 09:27 | Novembro  | 14            |
| 12           | 23:30 | Dezembro  | 13            |

Luas pascais gregorianas e data da Páscoa para os anos de 2020 a 2040 
| ano  |   | epacta | nº áureo | lua nova pascal | lua cheia pascal | Letras | Páscoa      |
| 2020 | B | 5      | 7        | 26 de Março     | 8 de Abril       | ED     | 12 de Abril |
| 2021 |   | 16     | 8        | 15 de Março     | 28 de Março      | C      | 4 de Abril  |
| 2022 |   | 27     | 9        | 3 de Abril      | 16 de Abril      | B      | 17 de Abril |
| 2023 |   | 8      | 10       | 23 de Março     | 5 de Abril       | A      | 9 de Abril  |
| 2024 | B | 19     | 11       | 12 de Março     | 25 de Março      | GF     | 31 de Março |
| 2025 |   | *      | 12       | 31 de Março     | 13 de Abril      | E      | 20 Abril    |
| 2026 |   | 11     | 13       | 20 de Março     | 2 de Abril       | D      | 5 de Abril  |
| 2027 |   | 22     | 14       | 9 de Março      | 22 de Março      | C      | 28 de Março |
| 2028 | B | 3      | 15       | 28 de Março     | 10 de Abril      | BA     | 16 de Abril |
| 2029 |   | 14     | 16       | 17 de Março     | 30 de Março      | G      | 1 de Abril  |
| 2030 |   | 25     | 17       | 4 de Abril      | 17 de Abril      | F      | 21 de Abril |
| 2031 |   | 6      | 18       | 25 de Março     | 7 de Abril       | E      | 13 de Abril |
| 2032 | B | 17     | 19       | 14 de Março     | 27 de Março      | DC     | 28 de Março |
| 2033 |   | 29     | 1        | 1 de Abril      | 14 de Abril      | B      | 17 de Abril |
| 2034 |   | 10     | 2        | 21 de Março     | 3 de Abril       | A      | 9 de Abril  |
| 2035 |   | 21     | 3        | 10 de Março     | 23 de Março      | G      | 25 de Março |
| 2036 | B | 2      | 4        | 29 de Março     | 11 de Abril      | FE     | 13 de Abril |
| 2037 |   | 13     | 5        | 18 de Março     | 31 de Março      | D      | 5 de Abril  |
| 2038 |   | 24     | 6        | 5 de Abril      | 18 de Abril      | C      | 25 de Abril |
| 2039 |   | 5      | 7        | 26 de Março     | 8 de Abril       | B      | 10 de Abril |
| 2040 | B | 16     | 8        | 15 de Março     | 28 de Março      | AG     | 1 de Abril  |